# Vítězslav Jandák

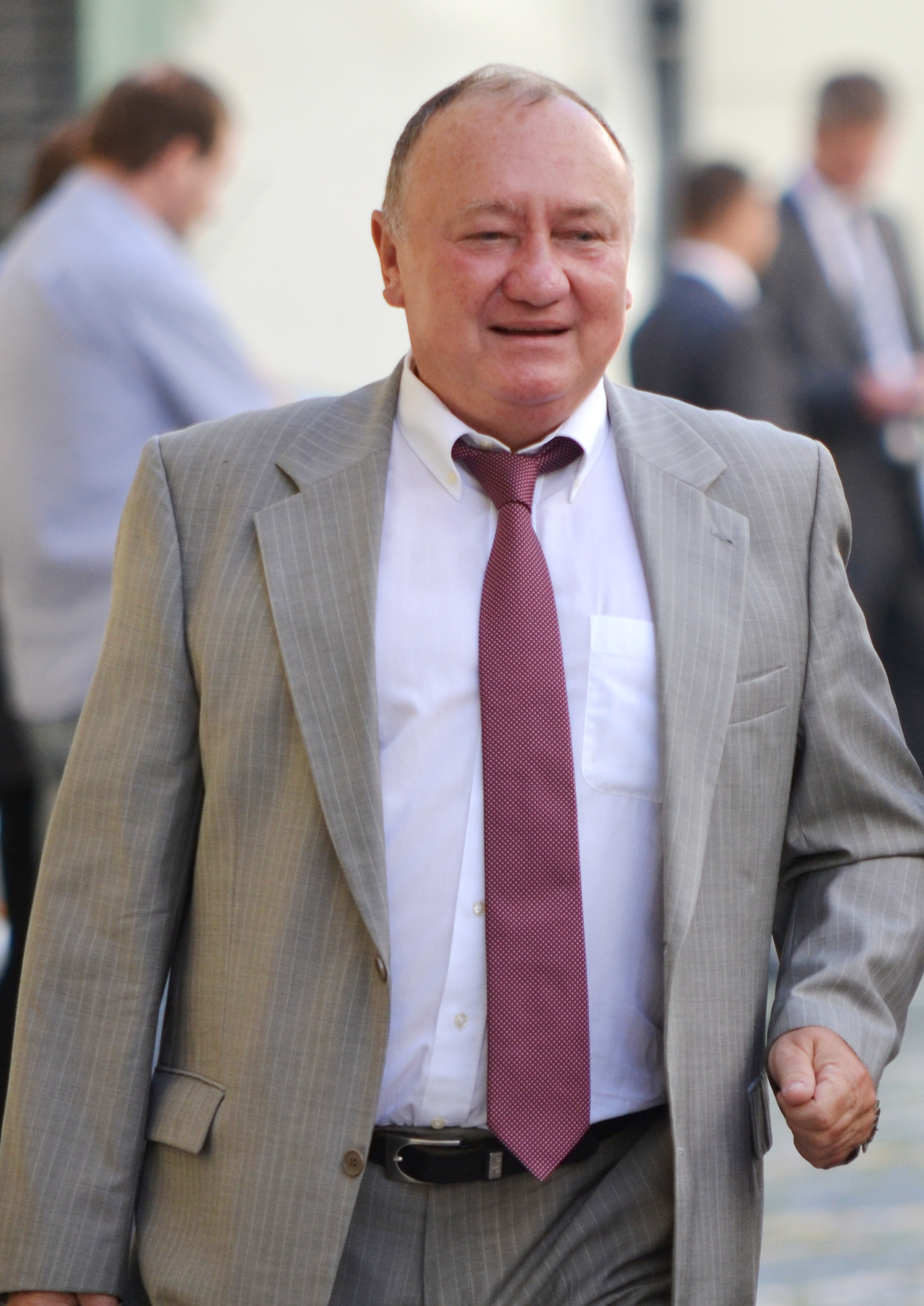
Vítězslav Jandák, 2013

Vítězslav Jandák (* 3. August 1947 in Prag) ist ein tschechischer Schauspieler und früherer Kulturminister Tschechiens.

## Leben und Karriere
Vítězslav Jandák wollte ursprünglich Jura studieren. Aus diesem Traum wurde allerdings nichts, da sein Vater in den sechziger Jahren zunächst wegen Staatsaufruhrs und später wegen Hochverrats im Gefängnis saß. So fand er seinen Weg in die Schauspielerei und machte 1970 seinen Abschluss an der Akademie der Musischen Künste (DAMU) in Prag. Jandák trat seit 1969 in über 70 Film- und Fernsehsendungen auf. Häufig verkörperte er in Filmen Autoritätsfiguren wie Polizisten oder Offiziere.
In Deutschland ist er vor allem durch seine Rolle als Begleiter des Prinzen im beliebten Märchenfilm Drei Haselnüsse für Aschenbrödel (1973) bekannt, bei dessen Dreharbeiten Jandák sich das Steißbein brach und vor jeder Szene medizinisch versorgt werden musste. Außerdem leitete er viele Jahre das Kinderfilmfestival von Zlín.
Zwischen 2005 und 2013 war Jandák Mitglied des Abgeordnetenhauses. Nach dem Tod des tschechischen Kulturministers Pavel Dostál war er aussichtsreichster Kandidat auf dessen Amt. Der parteilose Schauspieler wurde am 17. August 2005 vom Premierminister Jiří Paroubek für dieses Amt in die Regierung berufen. Knapp ein Jahr später wurde er in diesem Amt von seinem Schauspielkollegen Martin Štěpánek abgelöst. Seit seinem Ausscheiden aus dem Parlament 2013 tritt Jandák wieder als Schauspieler in Erscheinung.
Vítezslav Jandák ist Vorsitzender des Prager Vereins Löwenbaby, der asthmakranken Kindern hilft. Er hat zwei erwachsene Kinder.

## Filmografie (Auswahl)
- 1969: Princezna Lada
- 1971: Der Schlüssel (Klíč)
- 1972: ... und ich grüße die Schwalben (...a pozdravuji vlastovky)
- 1972: 1:0 für Jitka (Metráček)
- 1972: Rodeo
- 1973: Die Tage des Verrats (Dny zrady)
- 1973: Drei Haselnüsse für Aschenbrödel (Tři oříšky pro Popelku)
- 1974: Adam und Otka (Adam a Otka)
- 1975: Zwei Mann zur Stelle (Dva muži hlásí příchod)
- 1975: Das Sonderkommando (Operation Daybreak)
- 1975: Údolí krásných žab
- 1979: Die Märchenbraut (Arabela, Fernsehserie)
- 1980: Wenn wir erstmal reich sind... (Co je doma, to se pocítá, pánové...)
- 1982: Meine Ferien mit Großvater (Za trnkovym kerem)
- 1988: Was ist das für ein Soldat (Copak je to za vojáka...)
- 1991: Tankový prapor
- 1991: Tichá bolest
- 1993: Die Rückkehr der Märchenbraut (Arabela se vrací, Fernsehserie, 10 Folgen)
- 1998: Der Froschkönig (Zabí král)
- 2000: Der Lebensborn (Pramen zivota)
- 2004: Cerní baroni (Fernsehserie, 10 Folgen)
- 2017: Der dritte Wunsch (Prání k mání)
- 2019: Rapl (Fernsehserie, 6 Folgen)
- 2020: Anatomie des Verrats (Anatomie zrady, Miniserie)